# Aleksandar Đoković
Aleksandar Đoković (in serbo Александар Ђоковић?; Kosovska Mitrovica, 16 dicembre 1991) è un calciatore serbo, attaccante del Polet Ratina.

## Carriera

### Club
Ha giocato nella prima divisione dei campionati serbo, israeliano ed armeno.